# Josef Leopold

Josef Leopold

Josef Leopold (* 18. Februar 1889 in Haindorf, Pfarre Gobelsburg; † 24. Juli 1941 in Malyn, Wolhynien) war Gauleiter und Landesleiter der NSDAP in Österreich.

## Leben

Nach Josef Leopolds Tod erklärt seine Witwe, die nach dem Krieg vor Gericht die übliche „Mitläuferin“ mimt, mit einer in zahlreichen Zeitungen gleichlautend veröffentlichten Trauer-Anzeige in „stolzer Trauer“, dass der Tod ihres Gatten sein „kampf- und opferreiches Leben für seinen geliebten Führer und den Nationalsozialismus“ beschlossen habe. Dieses Dokument ist wegen der darin genannten NS-Auszeichnungen interessant, die nach dem Krieg kleingeredet wurden.

Der Sohn eines Bauern besuchte die Gartenbauschule Langenlois, welche eine Außenstelle der Wein- und Obstbauschule Krems war, und arbeitete zunächst im väterlichen Betrieb. Nach dem Militärdienst trat er 1913 als Berufssoldat in die k. u. k. Armee ein. 1914 als Feldwebel an der Ostfront eingesetzt, geriet Leopold am 1. August 1915 in russische Kriegsgefangenschaft. Im Januar 1918 gelang ihm die Flucht und erfolgreiche Rückkehr zu seinem Truppenteil. Nach Kriegsende trat er in die Volkswehr ein, wurde zum Volkswehr-Leutnant ernannt und zum Offizierssoldatenrat des Volkswehr-Bataillons im 9. Wiener Gemeindebezirk, Alsergrund, gewählt.
In das oktroyierte Berufsheer der Ersten Republik übernommen, absolvierte er zwischen 1920 und 1923 die Heeresschule in Enns mit Bestnote „Sehr gut“ in allen Fächern. Als Absolvent der Heeresschule und Nicht-Maturant konnte er jedoch nur den Dienstgrad Hauptmann erreichen. 1932 schied er aus dem Bundesheer aus und widmete sich voll der Politik.
Bereits 1919 wurde er Mitglied in der DNSAP. 1925 wurde er Kreisleiter des Waldviertels, zum 5. September 1926 trat er der sich Adolf Hitler unterstellenden österreichischen NSDAP bei (Mitgliedsnummer 50.416). Am 29. August 1927 wurde er zum Gauleiter von Niederösterreich ernannt. 1932 zog er für die NSDAP in den Landtag von Niederösterreich ein und wurde daraufhin zum Landesrat ernannt. Nach dem Verbot der NSDAP im Juni 1933 saß Leopold – trotz seiner Immunität als vom Volk gewählter Abgeordneter der nunmehr illegalen NSDAP zum Niederösterreichischen Landtag und Landesrat – mehrfach in Haft. Seit 29. Januar 1935 war er Landesleiter der NSDAP in ganz Österreich, stand aber in Konkurrenz zur einflussreichen Kärntner Landesgruppe. Seine Vorstellungen von einem gewaltsamen Umsturz in Österreich wurden Ende Januar 1938 publik und als die Räume der illegalen NSDAP durchsucht wurden, fand man verräterische Dokumente zum Tavs-Plan, womit die österreichischen Nazis bloßgestellt waren. Am 21. Februar 1938 wurde Leopold von Hitler als Landesleiter abgesetzt.
Nach dem „Anschluss“ wurde Leopold am 23. Mai 1938 zum politisch bedeutungslosen Reichsinspekteur der NSDAP- und SA-Gruppenführer ernannt, mit Dienstsitz in München. Nach diesem politischen „Kaltstellen“ ließ er sich – inzwischen zum Oberstleutnant (tit.) der Wehrmacht befördert – im Oktober 1939 reaktivieren; eineinhalb Jahre später, in den ersten Tagen des Deutsch-Sowjetischen Krieges, fiel er als Kommandeur eines Znaimer Schützen-Bataillons während einer Befehlsausgabe durch einen Volltreffer. Sein Grab befindet sich neben der Kirche von Worsowska in Wolhynien.
Leopolds Witwe, Sidonie geb. Saxeneder (* 16. August 1894 in Lengenfeld (Niederösterreich); † 19. Juli 1980 in Langenlois), seit 1927 Nationalsozialistin und Trägerin des Goldenen Parteiabzeichens der NSDAP, wurde am 8. Oktober 1945 vom Wiener Volksgericht gemäß Verbotsgesetz zu zweieinhalb Jahren schweren Kerkers bei Vermögensverfall verurteilt.

## Auszeichnungen, Ehrungen
- Ehrenbürger der Stadt Krems (1938)[5], Aberkennung erfolgte durch auf Vorschlag einer Historikerkommission durch ein einstimmiges Votum des Gemeinderates der Stadt Krems am 22. Februar 2023.[6]